# Ан-180
Ан−180 — украинский среднемагистральный широкофюзеляжный авиалайнер средней пассажировместимости, разрабатывался конструкторским бюро в АНТК им. О. К. Антонова.

## История проекта
Разработка среднемагистрального пассажирского самолета Ан−180 началась в АНТК имени О. К. Антонова в 1991 году. Проектирование началось в 1991 году.
В самом начале Ан−180 был двухдвигательный высокоплан с максимальной унификацией систем с Ан-70. Но оказалось, что эта схема для пассажирского самолёта просто губительна с экономической точки зрения.
Сначала это был ничем не оригинальный проект самолёта с Т-образным оперением и винто-вентиляторами на пилонах. Но пилоны вышли слишком большие — диаметр винто-вентиляторов обязывал. Чтобы пилоны не оставались не задействованными, решили немного уменьшить площадь горизонтального оперения и спрофилировать пилоны в соответствии с навеской на них рулей высоты. Получилось бипланное оперение. Поняв, что это слишком, решили полностью отказаться от Т-образности. Получалось, что уже не двигатели были на концах стабилизатора, а пилоны, превратившиеся в ГО. Но суммарный вектор аэродинамических сил на стабилизаторе, как правило направлен вниз, туда же, куда и вес двигателей. Причем, момент в закладке такого пилона—стабилизатора — крайне велик. Лишний вес такой схемы в начале 1990-х годов не компенсировал уменьшения расходов. Учитывая, что тогда и керосин стоил значительно дешевле.
Сооружение опытного самолёта предполагалось завершить в 1995 году, передача серийных самолётов в эксплуатацию предусмотрена в 1997 году.

## Схема проекта
Ан−180 построен по аэродинамической схеме свободнонесущего низкоплана. Фюзеляж типа полумонокок круглого сечения (диаметр 4,3 м). Крыло с умеренной стреловидности, обеспечено конечными аэродинамическими поверхностями. Шасси убираемое, трёхопорное с носовой опорой. Силовая установка состоит из 2-x винто-вентиляторных двигателей Д-27, расположенных на концах стабилизатора.
Конструктивной особенностью проекта являются двигатели, влекущие винто-вентиляторами, которые расположены по бокам хвостовой части фюзеляжа. Крыло снабжено концевыми аэродинамическими поверхностями. Оперение Т -образное.
Самолёт должен был обладать высокой экономичностью с расходом топлива 14,5 г/пассажирокилометр.

## Характеристики

### Параметры
Взлётная масса: 
- — Максимальная 71700 ,
- — Нормальная 67500 ;
- — Пустого снаряженного самолёта 42500 ;
- — Максимального коммерческой нагрузки 18000 .

### Лётные данные
- Крейсерская скорость 800 км / ч;
- Крейсерская высота полёта 10100 м ;
- Востребована длина ВПП 1950 м (при взлётной массе 67,5 т) или 2300 м (при взлётной массе 71,7 т) ;

Практическая дальность
- С максимальной коммерческой нагрузкой 1800 км (при взлётной массе 67 , 5 т) или 3300 км (при взлётной массе 71,7 т) ,
- С 175 пассажирами 2400 км (при взлётной массе 67 , 5 т) или 3900 км (при взлётной массе 71,7 т) ,
- С 163 пассажирами 3060 км (при взлётной массе 67 , 5 т) или 4500 км (при взлётной массе 71,7 т) ,
- С максимальным запасом топлива 7700 км (при взлётной массе 67 , 5 т и с 52 пассажирами) или 7500 км (при взлётной массе 71 , 7 т и с 95 пассажирами).

## Современное состояние программы
В результате распада СССР и крайне неблагоприятной экономической конъюнктуры на рынке перевозок в АНТК было решено отказаться от дальнейшей разработки данного проекта. В 2007 году, тогда заместитель генерального конструктора Авиационного научно — технического комплекса (АНТК) имени Антонова Александр Кива сообщил, что в настоящее время проекты Ан-180 и Ан-218 заморожены и их дальнейшее продвижение теперь «не обсуждается».
«Эти проекты давно заморожены … (Они) пока не обсуждаются», — отметил Кива. Он добавил, что вместо этого АНТК занимается другими, новыми, разработками. В то же время Кива не стал их называть. «Не будем заранее об этом говорить», — подчеркнул он.
Впрочем, даже на сегодняшний день проект является крайне актуальным, учитывая, что техническая документация на него готова не полностью, целесообразно реанимировать разработку с учётом новых веяний в сфере использования композитных материалов, для большего улучшения лётно-технических показателей.